# Патричу, Михай
Михай Патричу (рум. Mihai Patriciu; 19 января 1909, Трансильвания, Австро-Венгерская империя — 29 мая 1997, Клуж-Напока, Румыния), он же Михай Грюнспергер (рум. Mihai Grünsperger), он же Михай Вейсс (рум. Mihai Weiss) — румынский офицер коммунистической госбезопасности, полковник Секуритате. Участник испанской гражданской войны и французского Сопротивления. В первые годы РНР возглавлял Клужское управление Секуритате. Командовал подавлением повстанческого движения, отличался жестокостью в политических репрессиях. Отстранён во время антисемитской кампании. После антикоммунистической революции 1989 к ответственности не привлекался.

## В интербригаде и Сопротивлении
Родился в семье ремесленника. Отец Михай Грюнспергер был этническим евреем, мать Мария Бурзан — румынкой. По месту рождения существуют разночтения источников — называется либо Брустури (ныне жудец Бихор), либо Нэсэуд (ныне жудец Бистрица-Нэсэуд). Обе местности расположены в Трансильвании, которая в начале XX века входила в состав Австро-Венгрии, а после Первой мировой войны присоединена к Румынии.
При рождении получил имя Михай Грюнспергер (иногда, дабы не путать с отцом, именовался Михай Вейсс). В юности занимался шляпным промыслом, но «это была не та биография, которую он себе наметил». Отличался жёстким авантюрным характером. Вступил в Румынскую коммунистическую партию (РКП).
В 1936 отправился в Испанию, участвовал в гражданской войне на стороне республиканцев. Состоял в интербригаде имени Анны Паукер. Среди бойцов были Михай Флореску (будущий коммунистический министр) и Вальтер Роман (отец Петре Романа, возглавившего правительство после антикоммунистической революции 1989 года). После победы франкистов перебрался во Францию, примкнул к французским коммунистам.
При немецкой оккупации участвовал в Движении Сопротивления. Принял подпольный псевдоним Михай Патричу, ставший личным именем. Состоял в иммигрантском крыле коммунистического подполья Фран-тирёры и партизаны, возглавлял техническую службу FTR-MOI. Был известен склонностью к «лёгкой импровизации» — в результате чего в 1943 трое боевиков погибли от взрыва поставленных им гранат. После этого техслужбу реорганизовали, Патричу перевели в боевую часть.

## В румынской коммунистической госбезопасности
В 1944 Михай Патричу вернулся в Румынию. На его опыт войны и подполья обратил внимания Теохари Джорджеску — коммунистический куратор карательных органов, с 1945 министр внутренних дел. Патричу был назначен генеральным инспектором полиции Албы, затем в апреле 1945 переведён к в Клуж. С августа 1948, после отречения короля Михая и провозглашения РНР под властью РКП — начальник Клужской региональной Секуритате в звании полковника. В феврале 1951 переведён на аналогичную должность в Брашов.
Клужский регион, как и Трансильвания в целом, являлся очагом антикоммунистического партизанского движения. Патричу активно руководил карательными операциями против повстанцев. Под его командованием был ликвидирован Frontul Apărării Naționale (FAN) — крупный партизанский отряд Николае Дабижи. Выполняя указание основателя Секуритате Георге Пинтилие, Патричу организовал убийство при попытке к бегству членов FAN в клужской тюрьме (непосредственно исполнением руководил майор милиции Эуджен Алимэнеску).
Бессудные казни Патричу практиковал неоднократно. При этом требовал от подчинённых соответствующей маскировки: «Мы должны действовать так, чтобы никто не узнал. Не следует выяснять, кто выполнил задачу». Убийства по приказу Патричу исчислялись десятками, пытки сотнями. Под репрессии попадали не только повстанцы и другие политические противники РКП, но и крестьяне, не выполнившие квоту госпоставок. С подчинёнными Патричу обращался грубо, вплоть до рукоприкладства. Зарекомендовал себя как «самый свирепый секурист».
Карьерные успехи полковника Патричу зависели от положения министра Джорджеску. В 1952 Джорджеску был снят с должности и арестован. Борьба в руководстве РКП совпала с антисемитской кампанией. Позиции Патричу оказались резко подорваны. Над ним нависла угроза как над потенциальным «сионистом», креатурой опального Джорджеску и сторонником опальной Паукер. Избежать ареста Патричу помогло благоволение Георге Георгиу-Дежа, к тому времени стоявшего во главе партии и правительства. Однако он был уволен из органов госбезопасности.

## В промышленности и на пенсии
Новое назначение Михай Патричу получил в экономике. В 1955 он был назначен директором Решицкого металлургического комбината, в 1961 — директром машиностроительного завода в Сату-Маре. На этих должностях он тоже отличался строгостью, жёстким продвижением плановых показателей, третированием работников.
С 1969 Михай Патричу окончательно ушёл на покой. Жил в Клуже, получал две высоких пенсии — военную и директорскую. Был дважды женат, имел сына и дочь. В 1961 получил медаль к 40-летию РКП. Когда в 1968 проводилось партийное расследование злоупотреблений госбезопасности времён Георгиу-Дежа, в отношении Патричу выдвигались претензии только за грубость к подчинённым. Никаких последствий это для него не имело.

## В последние годы
После Румынской революции 1989 некоторые офицеры Секуритате, известные особой жестокостью, предстали перед судом (как, например, Георге Крэчун, одно время тоже служивший в Клуже и участвовавший в расстреле Николае Дабижи с его соратниками). Однако Михай Патричу не был привлечён к ответственности.
Скончался Михай Патричу в возрасте 88 лет. Похоронен в Клуж-Напоке, креста на могиле нет. Безнаказанность Патричу возмущает многих представителей румынской общественности. Обычно она объясняется тем, что президент Румынии в первой половине 1990-х Ион Илиеску «защищал бывших товарищей-коммунистов».